# Alomiinae
 Alomiinae  Less., 1832 è una sottotribù di piante spermatofite dicotiledoni appartenenti alla famiglia delle Asteraceae (sottofamiglia Asteroideae, tribù Eupatorieae).

## Etimologia
Il nome (Alomiinae) deriva dal suo genere tipo Alomia (con 5 specie endemiche del Messico) descritto dal botanico germanico Carl Sigismund Kunth (1788 - 1850) in una pubblicazione del 1818. Il nome scientifico della sottotribù è stato definito per la prima volta dal botanico tedesco Christian Friedrich Lessing (Syców, 1809 – Krasnojarsk, 1862) nella pubblicazione  “Synopsis generum Compositarum, earumque dispositionis novae tentamen, monographiis multarum Capensium interjectis”  pubblicata a Berlino nel 1832.

## Descrizione
Le piante di questa sottotribù hanno un habitus erbaceo o arbustivo, in genere eretto, con cicli biologici annuali o perenni. Le ramificazioni possono essere sparse o dense a seconda della specie.
La disposizione delle foglie lungo il caule è alternata o opposta, qualche volta a spirale. Normalmente sono picciolate.
Le infiorescenze sono formate da grappoli di capolini terminali pedicellati (raramente solitari); a volte l'infiorescenza è circondate dalle foglie. I capolini sono formati da un involucro composto da squame al cui interno un ricettacolo fa da base ai fiori (tutti tubulosi). Le squame, di dimensioni diverse, sono disposte su più serie in modo sub- imbricato; sono inoltre persistenti. Il ricettacolo è glabro, piatto o leggermente convesso e privo di pagliette a protezione della base dei fiori.
I fiori da 2 a 100 per capolino, sono tetraciclici (a quattro verticilli: calice – corolla – androceo – gineceo) e pentameri (ogni verticillo ha 5 elementi). Sono inoltre ermafroditi e actinomorfi.

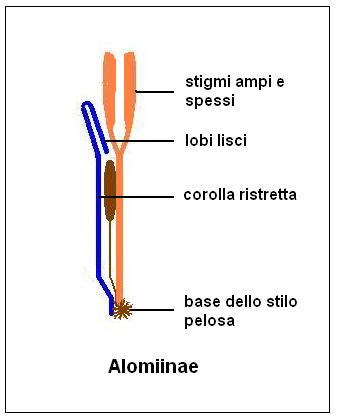
Sezione del fiore

Formula fiorale: per queste piante viene indicata la seguente formula fiorale:
* K 0/5, C (5), A (5), G (2), infero, achenio
I sepali del calice sono ridotti ad una coroncina di squame.
Le corolle normalmente sono corolle tubolari con un leggero restringimento appena sotto alla parte apicale. La superficie dei lobi è liscia.
L'androceo è formato da 5 stami con filamenti liberi e antere saldate in un manicotto circondante lo stilo. La parte apicale delle antere è provvista di appendici lunghe e ampie.
Il gineceo ha un ovario uniloculare infero formato da due carpelli. Lo stilo è lungo e bifido; la base può avere o no un nodo allargato; se il nodo è presente questo e pubescente. Gli stigmi (due) sono lungo-clavati, distalmente sono ispessiti e ampliati, raramente ristretti e normalmente sono lisci.
I frutti sono degli acheni con pappo. La forma dell'achenio è da prismatica a ob-compressa con 4 - 10 coste. Il carpoforo è visibile e spesso è asimmetrico; può essere o no presente un bordo superiore sporgente. Il pappo normalmente è formato da poche setole capillari, piatte o piumose; può anche essere assente

## Distribuzione e habitat
La sottotribù è distribuita soprattutto nella zona Messico – USA, ma occupa anche molti areali nell'America del Sud. Nella tabella sottostante sono indicate le distribuzioni relative ad ogni singolo genere del gruppo.

## Tassonomia
La famiglia di appartenenza di questo gruppo (Asteraceae o Compositae, nomen conservandum) è la più numerosa del mondo vegetale, comprende oltre 23000 specie distribuite su 1535 generi (22750 specie e 1530 generi secondo altre fonti). La sottofamiglia Asteroideae è una delle 12 sottofamiglie nella quale è stata suddivisa la famiglia Asteraceae, mentre Eupatorieae è una delle 21 tribù della sottofamiglia. La tribù Eupatorieae a sua volta è suddivisa in 17 sottotribù (Alomiinae è una di queste).

### Filogenesi
I caratteri più distintivi per questa sottotribù sono:
- le corolle sono ristrette verso l'alto;
- gli stigmi dello stilo sono espansi sia in larghezza che spessore all'apice;
- la base dello stilo è per lo più pubescente;
- il pappo è provvisto di setole piumose (Brickellia e Carminatia).

Altri caratteri sono più specifici di pochi generi come la papillosità sulla superficie esterna dei lobi delle corolle e dello stilo (Phanerostylis).
Il sequenziameno del DNA per alcuni elementi dei generi Brickellia e Carminatia conferma l'inserimento di questi gruppi nella sottotribù così come è stata circoscritta da King e Robinson (1987). In altri casi, come per il genere Steviopsis, la sua posizione nella sottotribù è discutibile in quanto nella struttura ad albero costruita sempre in base ad analisi del DNA, è separato dalle Alomiinae da altri gruppi non appartenenti alla sottotribù.
Altre ricerche hanno individuato all'interno della sottotribù un gruppo di generi (Brickelliastrum - Asanthus - Dyscritogyne - Steviopsis) che si distinguono per la mancanza di una zona pubescente alla base dello stilo.
Nell'ambito della tribù Eupatorieae, questa sottotribù, da un punto di vista filogenetico, occupa una zona centrale insieme alle sottotribù Mikaniinae e Ayapaninae.

### Composizione della sottotribù
La sottotribù comprende 23 generi e circa 170 specie.

| Genere                                            | N. specie                                                | Distribuzione            |
| ------------------------------------------------- | -------------------------------------------------------- | ------------------------ |
| Ageratella A. Gray ex S. Watson, 1887             | 1 sp. (A. microphylla (Sch. Bip.) A. Gray ex S. Watson)  | Messico                  |
| Alomia Kunth, 1818                                | 5 spp.                                                   | Messico                  |
| Asanthus R.M. King & H. Rob., 1972                | 3 spp.                                                   | Messico e USA            |
| Austrobrickellia R.M. King & H. Rob., 1972        | 3 spp.                                                   | America del Sud          |
| Barroetea A. Gray, 1880                           | 6 spp.                                                   | Messico                  |
| Brickellia Elliott, 1824                          | circa 100 spp.                                           | America                  |
| Brickelliastrum R.M. King & H. Rob., 1972         | 2 spp.                                                   | Messico e USA            |
| Carminatia Moç. ex DC., 1838                      | 3 spp.                                                   | Messico e USA            |
| Condylopodium R.M. King & H. Rob., 1972           | 4 spp.                                                   | Colombia                 |
| Crossothamnus R.M. King & H. Rob., 1972           | 4 spp.                                                   | Colombia, Ecuador e Perù |
| Dissothrix A. Gray, 1851                          | 1 sp. (D. imbricata (Gardner) B.L. Rob.)                 | Brasile                  |
| Dyscritogyne R.M. King & H. Rob., 1971            | 2 spp.                                                   | Messico                  |
| Flyriella R.M. King & H. Rob., 1972               | 4 spp.                                                   | Messico                  |
| Goyazianthus R.M. King & H. Rob., 1977            | 1 sp. (G. tetrastichus (B.L. Rob.) R.M. King & H. Rob. ) | Brasile                  |
| Helogyne Nutt., 1841                              | 8 spp.                                                   | America del Sud          |
| Kyrsteniopsis R.M. King & H. Rob., 1971           | 5 spp.                                                   | Guatemala e Messico      |
| Leptoclinium Benth. & Hook. f., 1873              | 1 sp. (L. trichotomum (Gardner) Benth. ex Baker )        | Brasile                  |
| Malperia S. Watson, 1889                          | 1 sp. (M. tenuis S. Watson )                             | USA e Messico            |
| Phanerostylis (A. Gray) R.M. King & H. Rob., 1972 | 5 spp.                                                   | Messico                  |
| Planaltoa Taub., 1896                             | 2 spp.                                                   | Brasile                  |
| Pleurocoronis R.M. King & H. Rob., 1966           | 3 spp.                                                   | USA e Messico            |
| Pseudobrickellia R.M. King & H. Rob., 1972        | 2 spp.                                                   | Brasile                  |
| Steviopsis R.M. King & H. Rob., 1971              | 4 spp.                                                   | Messico                  |

### Chiave per i generi
Per meglio comprendere ed individuare i vari generi della sottotribù l'elenco seguente utilizza il sistema delle chiavi analitiche:
- SEZIONE A: l'achenio di queste piante è privo di pappo;
  - Gruppo 1A: i capolini sono formati da 4 – 5 fiori; le corolle sono glabre o provviste di ghiandole puntate; gli acheni sono provvisti di setole papillose; la distribuzione di queste piante è relativa al Messico;

genere Alomia
- Gruppo 1B: i capolini sono formati da 40 – 50 fiori; le corolle sono provviste di numerosi peli e ghiandole puntate; gli acheni sono glabri; la distribuzione di queste piante è relativa al Brasile;

genere Planaltoa
- SEZIONE B: l'achenio di queste piante è provvisto di pappo (qualche volta deciduo); lo stilo possiede un nodo basale allargato;
  - Gruppo 1A: le setole del pappo sono facilmente decidue, spesso sono caduche; la distribuzione di queste piante è relativa al Brasile;

genere Leptoclinium
- Gruppo 1B: il pappo è persistente;

- Gruppo 2A: le setole del pappo sono di due differenti dimensioni;

- Gruppo 3A: i capolini sono formati da 4 fiori; la disposizione delle foglie lungo il caule è alternata; il pappo è formato da setole lunghe e corte alternate; la distribuzione di queste piante è relativa al Brasile (Goiás);

genere Goyazianthus
- Gruppo 3B: i capolini sono formati da 6 – 8 fiori; la disposizione delle foglie lungo il caule è opposta; il pappo è formato da setole lunghe in prossimità delle coste dell'achenio; la distribuzione di queste piante è relativa al Brasile (Ceará e Piauí);

genere Dissothrix
- Gruppo 2B: le setole del pappo sono uguali (o sub-uguali);

- Gruppo 4A: la lamina delle foglie è strettamente lineare e queste ultime sono disposte in dense spirali;

genere Pseudobrickellia
- Gruppo 4B: la lamina delle foglie normalmente è ovata o oblunga e queste ultime sono disposte in modo opposto a spirale;

- Gruppo 5A: gli acheni sono provvisti di 8 – 10 coste;

genere Brickellia
- Gruppo 5B: gli acheni sono provvisti di 5 coste;

- Gruppo 6A: l'habitus delle piante è arbustivo; la superficie delle foglie è percorsa da venature pennate; gli apici delle squame dell'involucro sono arrotondati o ottusi; la base dello stilo è formata da un nodo glabro o pubescente;

- Gruppo 7A: la lamina della foglia si restringe improvvisamente nel picciolo, la forma è oblungo-ovata ed è relativamente piccola; le infiorescenze sono formate su rami ascendenti; gli acheni sono densamente ghiandolosi; la distribuzione di queste piante è relativa al Perù;

genere Crossothamnus
- Gruppo 7B: la lamina della foglia, a forma ellittica è mediamente grande e termina su grossi piccioli; le infiorescenze si presentano su molti rami diffusi; gli acheni sono cosparsi da poche ghiandole (o ne sono privi); la distribuzione di queste piante è relativa alla Colombia;

genere Condylopodium
- Gruppo 6B: l'habitus delle piante è erbaceo o sub-arbustivo; la superficie delle foglie è percorsa normalmente da 3 vene vicine alla base; gli apici delle squame dell'involucro sono per lo più acute; la base dello stilo è formata da un nodo pubescente;

- Gruppo 8A: le foglie sono provviste di lobi spinati;

genere Barroetea
- Gruppo 8B: le foglie sono prive di lobi spinati;

- Gruppo 9A: la gola della corolla è svasata; i lobi della corolla e gli stigmi dello stilo sono densamente papillosi;

genere Phanerostylis
- Gruppo 9B: la gola della corolla è tubolare o leggermente a forma d'imbuto; i lobi della corolla e gli stigmi dello stilo sono più o meno lisci;

- Gruppo 10A: l'infiorescenza è formata da lassi rami ascendenti; il capolino contiene 10 – 30 fiori (massimo 75); il carpoforo è relativamente allargato e contorto; la distribuzione di queste piante è relativa al Messico e USA;

genere Flyriella
- Gruppo 10B: l'infiorescenza è formata da rami disposti in modo diffuso; il capolino contiene 3 – 12 fiori; il carpoforo è relativamente sottile e brevemente cilindrico; la distribuzione di queste piante è relativa all'America del Sud;

genere Austrobrickellia
- SEZIONE C: l'achenio di queste piante è provvisto di pappo (qualche volta deciduo); lo stilo è privo di nodi basali;
  - Gruppo 1A: il pappo è formato da setole piatte alla base o da squame barbate;
    - Gruppo 2A: il pappo è formato da 5 barbe;

genere Ageratella
- Gruppo 2B: il pappo è formato alternativamente da barbe e squame;

- Gruppo 3A: le foglie sono picciolate con una lamina ben formata, lungo il caule sono disposte per lo più in modo opposto; gli acheni hanno una forma prismatica, sulla superficie sono presenti piccole setole ascendenti;

genere Pleurocoronis
- Gruppo 3B: le foglie sono sessili, la lamina è lineare, lungo il caule sono disposte per lo più in modo alternato; gli acheni sono fusiformi, sulla superficie sono presenti lunghe setole diffuse soprattutto lungo le coste;

genere Malperia
- Gruppo 1B: il pappo è formato da setole capillari;

- Gruppo 4A: la superficie degli acheni è da moderatamente a densamente cosparsa di ghiandole stipitate;

genere Dyscritogyne
- Gruppo 4B: la superficie degli acheni è cosparsa da brevi ghiandole stipitate o setolose;

- Gruppo 5A: la lamina delle foglie alla base è attenuata;

- Gruppo 6A: la superficie esterna della corolla è cosparsa da ghiandole puntate; gli acheni sono provvisti di 5 – 6 coste longitudinali; la distribuzione di queste piante è relativa all'America del Sud;

genere Helogyne
- Gruppo 6B: la superficie esterna della corolla è priva di ghiandole; gli acheni sono provvisti di 7 – 10 coste longitudinali; la distribuzione di queste piante è relativa al Messico e USA;

- Gruppo 7A: le foglie sono sessili, la lamina è lineare o squamiforme, lungo il caule sono disposte per lo più in modo opposto; le squame dell'involucro sono disposte su 4 o più di 4 serie;

genere Asanthus
- Gruppo 7B: le foglie sono picciolate, lungo il caule sono disposte in modo opposto o a spirale; le squame dell'involucro sono disposte su 2 - 3 serie;

genere Steviopsis
- Gruppo 5B: la lamina delle foglie alla base è troncata o cuoriforme;

- Gruppo 8A: il pappo è formato da setole piumose, connate alla base;

genere Carminatia
- Gruppo 8B: il pappo è formato da setole barbate, libere alla base;

- Gruppo 9A: i fiori sono 9 – 18 per capolino; la corolla è tubolare; sulla superficie degli acheni sono presenti delle lunghe e diffuse setole;

genere Kyrsteniopsis
- Gruppo 9B: i fiori sono 25 – 35 per capolino; la corolla è a forma d'imbuto; sulla superficie degli acheni sono presenti delle piccole setole;

genere Brickelliastrum

## Sinonimi
Questa entità, in altri testi, può essere chiamata con nomi diversi. Quello che segue è un possibile sinonimo:
- Kuhniinae B.L.Rob.

## Alcune specie

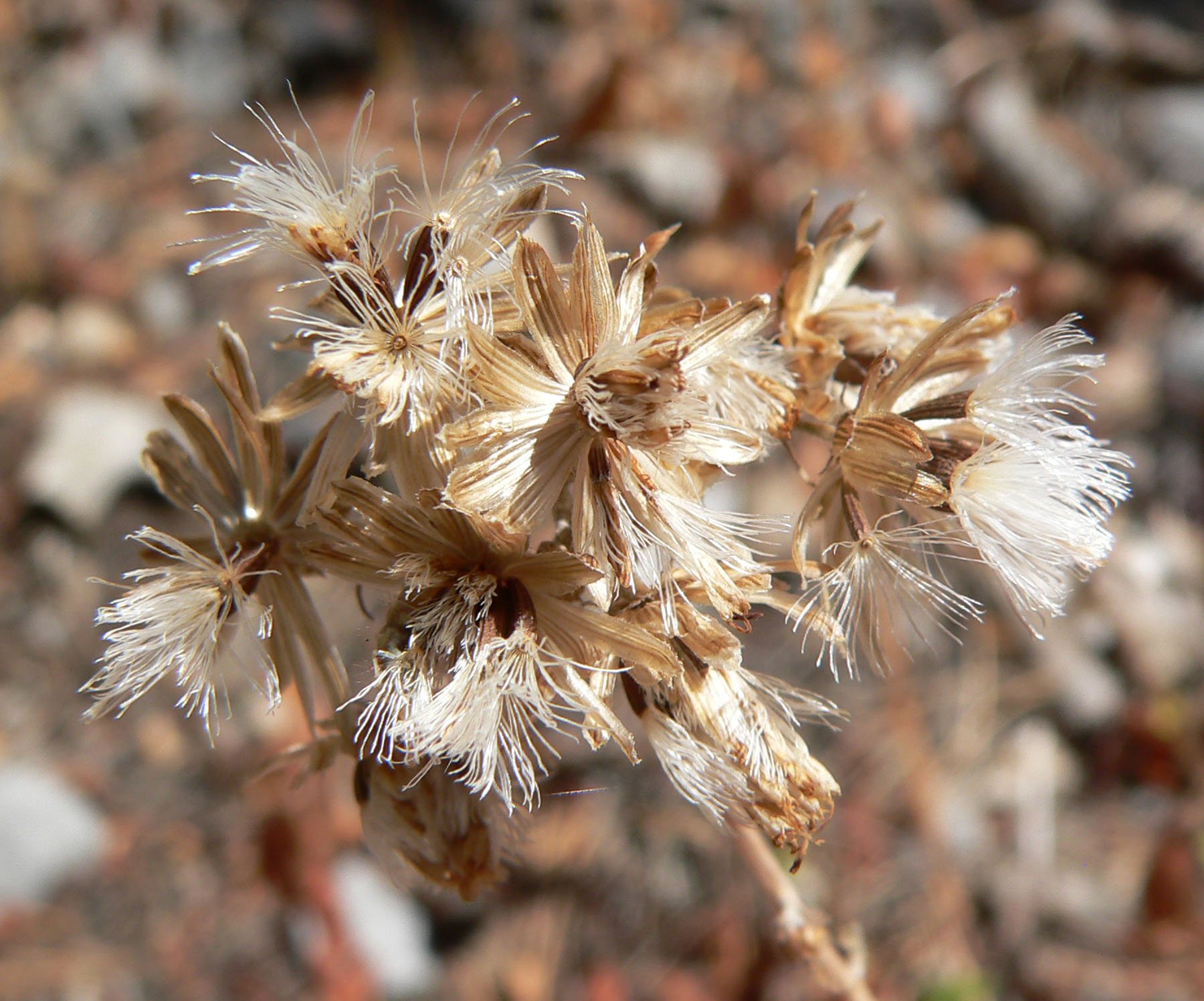
Brickellia grandiflora
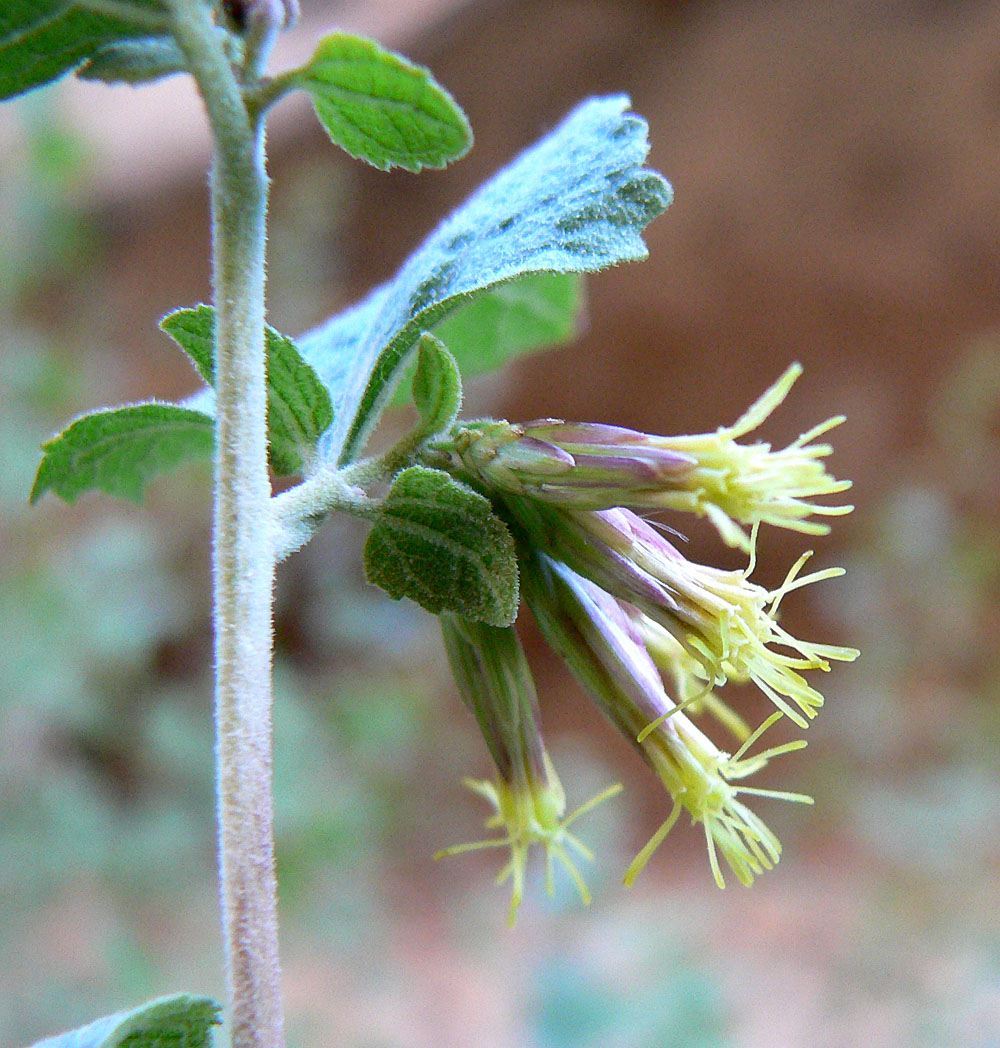
Brickellia californica
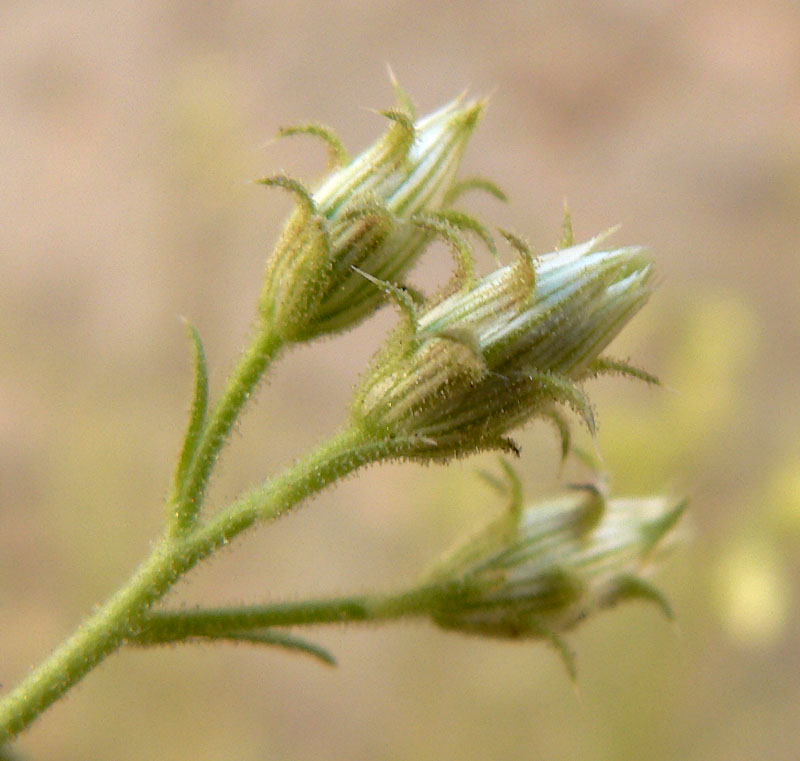
Pleurocoronis pluriseta